# تحریف تاریخ در جمهوری آذربایجان

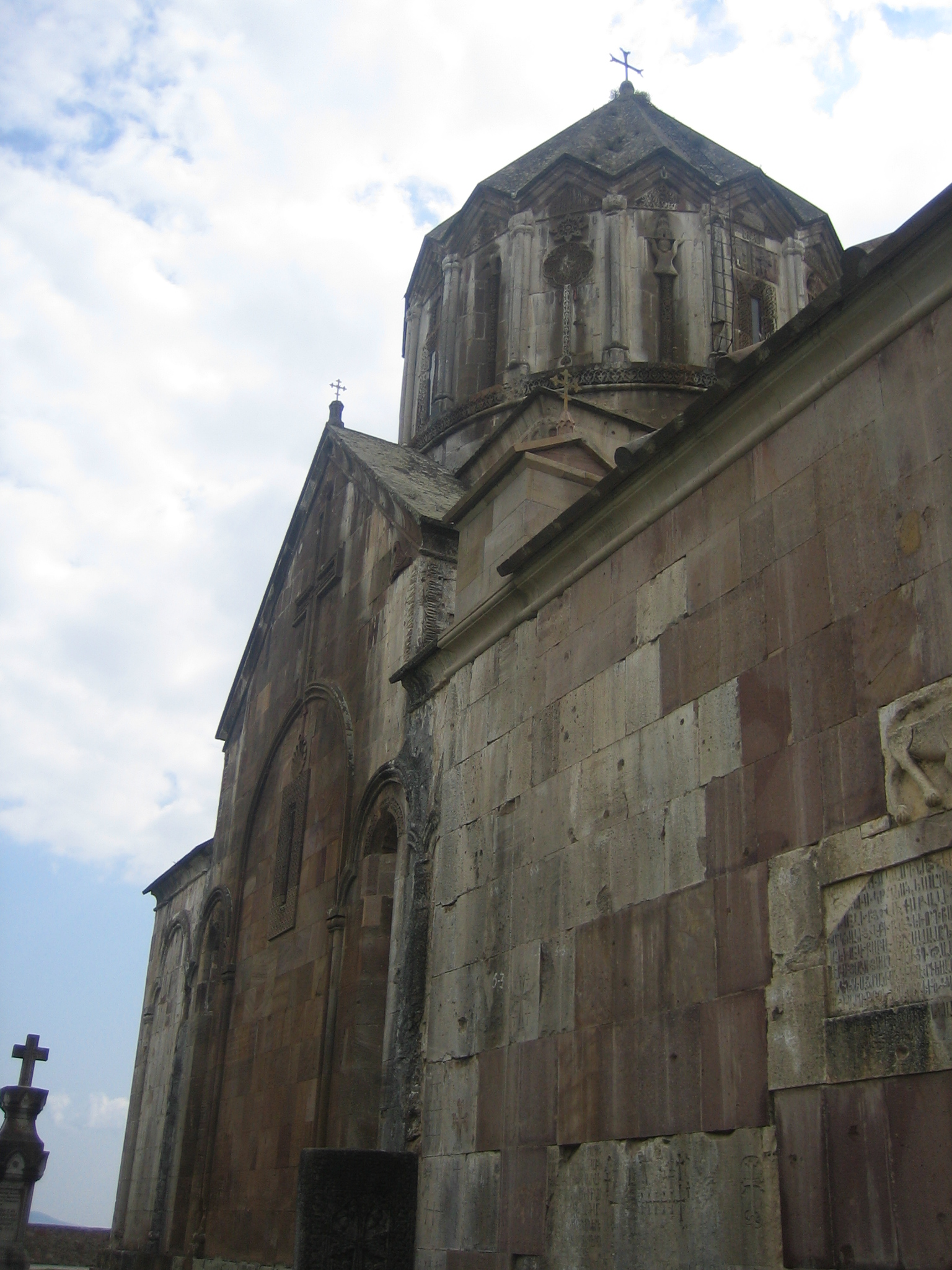
صومعه قرون وسطایی ارمنی گاندزاسار در منطقه تاریخی ارمنی‌نشین قره‌باغ.
این صومعه توسط حسن جلال ساخته شده و تا قرن نوزدهم مرکز آغوان (آلبانیایی‌های قفقازی) کلیسای حواری ارمنی بود. به گفته دانشمندان آذربایجانی، این به معنای قومیت آلبانیایی‌های قفقازی سازندگان آن است.

تحریف تاریخ در جمهوری آذربایجان یک تعریف ارزیابی‌کننده است که طبق نظر تعدادی از نویسندگان، باید تحقیقات تاریخی انجام‌شده در این کشور با حمایت دولت را توصیف کند. هدف این مطالعات، به گفتهٔ منتقدان، بزرگ‌نمایی آلبانیای قفقاز به‌عنوان نیاکان فرضی آذربایجانی‌ها و فراهم آوردن پایهٔ تاریخی برای منازعات سرزمینی با ارمنستان است. همزمان، وظیفهٔ این تحقیقات، اولاً ریشه‌دار کردن آذربایجانی‌ها در قلمروی آذربایجان و ثانیاً پاک‌سازی این قلمرو از میراث ارمنی است.
تاریخ‌نگارانی که این کمپین را مستندسازی کرده‌اند شامل ویکتور شنیرلمان، آناتولی یاکوبسون، ولادیمیر زاخاروف، میخائیل ملتیخوف، حسن جوادی، فیلیپ ال. کول و جرج بورنوتیان هستند.
به گفتهٔ پژوهشگر شیرین هانتر، درک تحریف‌شدهٔ بسیاری از آذربایجانی‌ها از ماهیت واقعی پیوندهای فرهنگی، قومی و تاریخی بین ایران و آذربایجان با میراثی مرتبط است که جمهوری مدرن آذربایجان از «عملکرد طولانی شوروی در جعل تاریخی» به ارث برده است. او به‌ویژه به این اسطوره‌های تاریخی اشاره می‌کند: ایدهٔ وجود یک دولت واحد آذربایجانی در زمان‌های باستان که بیشتر قلمرو شمال ایران کنونی را شامل می‌شد و به‌دلیل توطئهٔ روسیه و ایران به دو بخش تقسیم شد.

## مفهوم «خاچ‌داش آلبانی»
یکی از رایج‌ترین و گسترده‌ترین آثار ارمنی قرون وسطی، خاچکارها (به ارمنی: խաչքար)، به معنای «سنگ صلیب» هستند — پایه‌های سنگی با صلیب و نقش‌برجسته که به‌عنوان سنگ قبر و اشیای عبادتی استفاده می‌شدند. خاچکارها به تعداد زیادی در تمامی سرزمین‌هایی که ارمنی‌ها در آن زندگی می‌کردند باقی ماندند. از این رو، یکی از نمودهای مهم «آلبانی‌سازی» میراث فرهنگی ارمنی، نظریه‌ای بود که خاچکارهای ارمنی قره‌باغ، نخجوان و (جدا از آن‌ها) سیونیک ارمنی را به‌عنوان آثار آلبانیایی تحت نام «خاچداشی» اعلام می‌کرد (با جایگزینی واژهٔ ارمنی –car به معنای «سنگ» با واژهٔ آذری –dash با همان معنا). به گفتهٔ داوود آغا اوغلو آخوندوف، مورخ معماری آذربایجانی، خاچداشی‌ها با این ویژگی متمایز می‌شوند که در تزئینات خود نشانه‌هایی از تلفیق مسیحیت با باورهای پیشامسیحی آلبانیایی دارند و حاوی نمادهای مهرپرستی و زرتشتی‌گری هستند.
در سال ۱۹۸۵، در کنگرهٔ باستان‌شناسی سراسری در باکو، داوود آغا اوغلو آخوندوف گزارشی ارائه داد که در آن این ایده‌ها را مطرح کرد و باعث یک رسوایی شد. هیئت ارمنی آمادگی خود را برای ترک کنفرانس اعلام کرد و دانشمندان لنینگراد گزارش آخوندوف را به‌عنوان یک اقدام شبه‌علمی و سیاسی ارزیابی کردند. فیلیپ ال. کول، باستان‌شناس آمریکایی، بر این باور است که این گزارش یک تحریک سیاسی عمدی بوده و هدف آن ایجاد یک افسانهٔ فرهنگی عمداً نادرست بوده است.

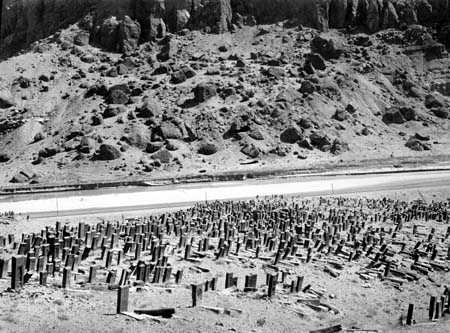
خاچکارهای ارمنی در جلفا که در سال 2003 نابود شد.

همان‌طور که منتقدان روس و ارمنی بعداً اشاره کردند، آخوندوف یا صرفاً از ویژگی‌های شناخته‌شدهٔ تصویرسازی مسیحی بی‌خبر بود یا عمداً آن‌ها را نادیده گرفت و این موضوعات را میترایی اعلام کرد و همچنین کتیبه‌های ارمنی روی «خاچ‌داش» هایی را که مطالعه می‌کرد، نادیده گرفت. بر اساس نظر متخصص روس، آ.ل. یاکوبسون، «مهٔ میترا تقریباً همهٔ بناهایی را که مؤلفان <د. آ. آخوندوف با همکار م.د. آخوندوف> بررسی کرده‌اند دربر گرفته است، چه برسد به تعمیم‌های آن‌ها». بنابراین، هنگام توصیف خاچ‌کارهای جلفای قرن‌های ۱۶–۱۷، آخوندوف در تصاویر شیر، گاو و پرنده «همراهان ابدی خدای میترا» را می‌بیند، در حالی که طبق نظر کارشناسان، این‌ها نشانه‌های بی‌چون و چرای انجیلیون هستند. مفهوم «خاچ‌داش» نهایتاً در کتاب آخوندوف با عنوان «معماری آذربایجان باستان و اوایل قرون وسطی» تکمیل شد که توسط آکادمیک ضیا بنیادوف، دکتر علوم تاریخی و و.گ. علی‌اف و دکتر تاریخ هنر، پروفسور ن.آ. سارکیسوف مورد بررسی قرار گرفت.

این نظریه در حال حاضر به‌طور رسمی در محافل علمی و تبلیغاتی جمهوری آذربایجان پذیرفته شده است. به‌عنوان نمونه، کامران ایمان‌اُف، رئیس سازمان حقوق مؤلف جمهوری آذربایجان، «سنت ارمنیِ تصاحب ارزش‌های فرهنگی ما» را چنین توصیف کرده است:
این «دانشمندان» در برهه‌ای تقریباً همه نمونه‌های شاخص از میراث مسیحی ما — از جمله یادمان‌ها، کلیساها، استلاها، سنگ‌قبرها و خاچ‌داش‌های ما — را تصاحب کرده و آن‌ها را «خاچکار» نامیدند.
بر پایهٔ تازه‌ترین دیدگاه‌های پژوهشگران آذربایجانی، رسم برپایی سنگ‌های خاچ‌داش صلیب‌دار در قفقاز، در «دوران پیشاآلبانی» توسط ترکان به این منطقه منتقل شده است.

## اتهامات در زمینهٔ جعل و تحریف

### اتهامات جعل منابع
بر اساس دیدگاه رایج در تاریخ‌نگاری جمهوری آذربایجان، ارمنی‌ها تنها پس از سال ۱۸۲۸ میلادی و واگذاری این مناطق به روسیه در قفقاز جنوبی ظاهر شدند. با این حال، منابع اولیهٔ فراوانی به زبان‌های ارمنی، فارسی، روسی، عربی و دیگر زبان‌ها وجود دارد که از حضور قابل توجه ارمنی‌ها در قفقاز جنوبی، به‌ویژه در سرزمین قره‌باغ، پیش از این تاریخ حکایت می‌کنند. به گفتهٔ جرج بورنوتیان، بیشترین حساسیت میان تاریخ‌نگاران جمهوری آذربایجان به دلیل این واقعیت بوده است که منابع اولیهٔ مسلمان مربوط به قفقاز جنوبی که نویسندگان آن در قلمرو جمهوری آذربایجان کنونی می‌زیستند – از جمله عباس‌قلی آقا باکیخانف (که نام مؤسسهٔ تاریخ آکادمی علوم جمهوری آذربایجان به افتخار اوست) و میرزا آدیگوزل‌بیگ – به‌روشنی به حضور پررنگ ارمنی‌ها در قره‌باغ پیش از ۱۸۲۸ اشاره کرده‌اند.
به‌منظور خنثی کردن این واقعیت، ضیاء بنیادُف و همکارانش، به گفتهٔ منتقدان، با نادیده گرفتن اصول امانت علمی، اقدام به بازنشر منابع اولیهٔ قرون وسطی کردند و در این نسخه‌ها اطلاعات مربوط به ارمنی‌ها را حذف نمودند. جرج بورنوتیان همچنین نمونه‌های مشابهی از جعل را به تاریخ‌نگار آذربایجانی، ناظم آخوندوف، نسبت می‌دهد. به گفتهٔ او، در تجدید چاپ سال ۱۹۸۹ میلادی از کتاب تاریخ قره‌باغ اثر میرزا جمال جوانشیر (که بر اساس ادعای آخوندوف صورت گرفته بود)، در بخش‌هایی که نسخهٔ خطی به مالکیت‌های ارمنی در قره‌باغ اشاره دارد، واژهٔ «ارمنی» به‌طور نظام‌مند حذف شده است.

تحریف ترجمه کتاب «گلستان ارم» اثر عباس‌قلی باکیخانوف توسط ضیا بنی‌یادوف، توسط دو تاریخ‌نگار ویلم فلور و حسن جوادی مورد اشاره قرار گرفته است:
«این موضوع بی‌شک در مورد ضیا بنی‌یادوف صادق است که ترجمه‌ای ناقص و معیوب از متن باکیخانوف به زبان روسی ارائه داده است. او نه تنها هیچ‌یک از اشعار موجود در متن را ترجمه نکرده، بلکه حتی به این موضوع اشاره‌ای نیز ننموده است. همچنین بخش‌هایی از متن نثر را بدون ذکر دلیل ترجمه نکرده است. این امر به‌ویژه نگران‌کننده است، زیرا او به عنوان مثال، اشاره به مناطقی را که ساکنان آن ارمنی بوده‌اند، حذف کرده است؛ اقدامی که نه تنها به معنای تحریف تاریخ است، بلکه همچنین بی‌احترامی به اصل مورد تأکید باکیخانوف به‌شمار می‌آید که یک مورخ باید بدون تعصب — خواه مذهبی، قومی، سیاسی یا هرگونه دیگر — بنویسد.»
ویکتور شنیرلمان نیز اشاره می‌کند که برای تاریخ‌نگاران آذربایجانی به رهبری بنیادف، «راهکار برای کم‌اهمیت جلوه دادن حضور ارمنیان در قفقاز جنوبی باستان و قرون وسطی و کاستن از نقش آنان، تجدید انتشار منابع باستانی و قرون وسطایی همراه با حذف بخش‌هایی از متن و جایگزینی اصطلاح «دولت ارمنی» با «دولت آلبانیایی» یا دیگر تحریف‌های متون اصلی است». موضوع انتشار مجدد همراه با حذف بخش‌هایی از متن، همچنین توسط خاورشناس روس ایگور ام. دیاکونوف، تاریخ‌نگار ارمنی مورادیان و استاد آمریکایی جرج بورنوتیان نیز مورد اشاره قرار گرفته است.

تاریخ‌نگاران میخائیل ملتیخوف، آلا تر-سارکسیانتس و گئورگی تراپزنیکوف یادآور شده‌اند که در این انتشار، هنگام ترجمه از فارسی به روسی و آذربایجانی، «بسیاری از واژه‌ها و اصطلاحات جغرافیایی ("آذربایجان"، "آذربایجانی") در متن ظاهر شده‌اند که هر تاریخ‌دانی می‌تواند دریابد در نسخه فارسی اصلی وجود نداشته‌اند». در مقدمه کتاب دو تاریخ‌نگاری دربارهٔ تاریخ قره‌باغ، بارلو در-مگردچیان، استاد دانشگاه کالیفرنیا، نیز به تحریف‌های متعدد بنیادف در متون اصلی تاریخ‌نگاران میرزا جمال و میرزا آدی‌گوزل‌بیک اشاره کرده است. به گفته جرج بورنوتیان، چنین اقداماتی به این معناست که بدون انتشار نسخه فاکس معتبر از متن اصلی، نسخه‌های آذربایجانی منابع مرتبط با قره‌باغ قابل اعتماد نیستند:
«هنوز شماری از نسخه‌های خطی فارسی دربارهٔ قره‌باغ در بایگانی‌های آذربایجان موجود است که تاکنون به‌طور انتقادی بررسی نشده‌اند. بخشی از این منابع اولیه پیش‌تر در ترجمه‌های ویرایش‌شده آذری منتشر شده‌اند و بدون شک موارد دیگری نیز در آینده منتشر خواهند شد. متأسفانه، مگر آن‌که نسخه‌ای فاکسیمیل معتبر از نسخه خطی اصلی همراه آنها باشد، جانبداری علمی که پیش‌تر نشان داده شد، باعث خواهد شد تمام این ترجمه‌ها به‌شدت مشکوک و برای پژوهشگران غیرقابل استفاده باشند. // چنین دستکاری آشکار در منابع اولیه، بنیان امانت‌داری علمی را هدف قرار می‌دهد. جامعه علمی بین‌المللی نباید اجازه دهد چنین نقض‌های آشکاری از صداقت فکری نادیده گرفته یا بی‌پاسخ بماند.»
رابرت هیوسن در اطلس تاریخی ارمنستان، در یادداشتی ویژه، نسبت به تحریف‌های فراوان در متون اصلی منابع اولیه منتشرشده در جمهوری آذربایجان دوران شوروی و پساشوروی هشدار می‌دهد؛ نسخه‌هایی که هیچ اشاره‌ای به حضور ارمنیان در متن اصلی ندارند.
ش.و. سمباتیان، تحریف‌های متعددی را در اثر گِیوشِف با عنوان مسیحیت در آلبانیای قفقاز شناسایی کرده است. به‌عنوان مثال، کتاب هاکوب ماناندیان با عنوان فئودالیسم در ارمنستان باستان، توسط گِیوشِف با عنوان فئودالیسم در آلبانیای باستان ذکر شده است. همچنین، در عنوان مقاله سورن یرمیان «موسی کاغانکاتواتسی دربارهٔ سفارت شاهزاده آلبانیایی ورازترادات به نزد خاقان خزر، آلپ ایلیتور»، عبارت «شاهزاده آلبانیایی ورازترادات» به «آلبانیا» تغییر یافته و حقایق نقل‌شده از تاریخ سرزمین آلبانیا اثر موسس (موسی) کاغانکاتواتسی، در این منبع وجود ندارند.
تاریخ‌نگار ارمنی، هایک دمویان، با تحلیل عکسی از یک اثر تاریخی در کتاب جغرافیای تاریخی آذربایجان غربی، نتیجه می‌گیرد که این تصویر از یکی از سه سنگ‌صلیب (خاچکار) مشهور صومعه گوشاوانک، ساخته استاد پوغوس در سال ۱۲۹۱، جعل شده است. خاچکار گوشاوانک یکی از بهترین نمونه‌های هنر خاچکارسازی ارمنی در سده سیزدهم میلادی به‌شمار می‌رود.
ویکتور شنیرلمان نیز یادآور می‌شود که کتیبه‌های خاچکارها در آذربایجان تحریف می‌شوند. فیلیپ اِل. کوهل، مارا کوزلِسکی و ناخمان بن یهودا نیز به جعل کتیبه‌های مینگه‌چویر توسط تاریخ‌نگار آذربایجانی، مصطفایف، اشاره می‌کنند؛ کسی که تلاش کرده بود این کتیبه‌ها را به زبان آذربایجانی (ترکی) بخواند.
تاریخ‌نگار ارمنی، پ. مورادیان، با بررسی ترجمه ضیاء بنیادف از تاریخ‌نامه بی‌نام ارمنی مربوط به سده هجدهم، تحریف‌ها و «اصلاحات» متعدد متن اصلی را آشکار می‌کند. برای نمونه، بنیادف نام‌های جغرافیایی ارمنی را با نام‌های ترکی جایگزین کرده و در مواردی، واژه «ارمنستان» را به‌کلی حذف نموده است («حمله نیروهای عثمانی به ارمنستان» به «سرزمینی که ارمنیان در آن می‌زیستند» تبدیل شده است). مورادیان و دیگر تاریخ‌نگاران نمونه دیگری از جعل منبع توسط بنیادف را یادآور می‌شوند؛ از جمله در کتاب سفرنامه یوهان شیلتبرگر، مربوط به سده پانزدهم میلادی.

### اتهام‌های تحریف نقل‌قول‌ها و منابع
تاریخ‌نگاران آ.آ. آکوپیان، پ.م. مورادیان و کارن یوزباشیان در اثر خود با عنوان «دربارهٔ پژوهش در تاریخ آلبانیای قفقاز» یادآور شده‌اند که تاریخ‌نگار جمهوری آذربایجان، فریده محمدوا، در کتاب «تاریخ سیاسی و جغرافیای تاریخی آلبانیای قفقاز» برای تأیید دیدگاه خود دربارهٔ مرز ارمنی-آلبانی، نقل‌قولی از س.و. یوشکوف را دگرگون کرده و به کتاب‌هایی استناد نموده که حاوی چنین اطلاعاتی نیستند (به گفتهٔ نویسندگان، نمونهٔ مشابهی در آثار ضیا بنیادف نیز دیده می‌شود). نویسندگان همچنین نمونه‌ای ذکر می‌کنند که محمدوا با استناد به استپانوس سیونه‌تسی، گزارش او دربارهٔ وجود چندین گویش را که خود سیونه‌تسی به‌صراحت آن‌ها را «گویش‌های ارمنی» نامیده، به‌عنوان گزارشی دربارهٔ وجود «زبان‌های مختلف» بازنمایی کرده است. آنان خاطرنشان می‌کنند که محمدوا، پاوستوس بوزاند، نویسندهٔ ارمنیِ اواخر سدهٔ پنجم میلادی را به دلیل تلاش جانب‌دارانهٔ او برای آماده‌کردن مردم جهت شورش ضدایرانی که پیش از نگارش اثرش روی داده بود، مورد انتقاد قرار داده است. آکوپیان، مورادیان و یوزباشیان جمع‌بندی خود از آثار محمدوا را چنین بیان کرده‌اند:
«اراده‌گرایی در مطالعهٔ دوران باستان و تحریف مفهوم خودِ تاریخ‌گرایی، که خود نتیجهٔ گرایش‌های ناسالم است، جز به‌عنوان تلاشی برای فریب ملت خود، القای اندیشه‌های ناپسند و سوق‌دادن به تصمیمات نادرست، قابل توصیف نیست.»
ادوارد پیوازیان، دکترای زبان‌شناسی، نیز نمونه‌ای از تحریف در اثر «تاریخ سیاسی و جغرافیای تاریخی آلبانیای قفقاز» نوشتهٔ محمدوا ذکر کرده است؛ او یادآور می‌شود که محمدوا در صفحات ۲۴ تا ۲۵ این کتاب، یادداشت‌های مترجم را که در متن اصلی وجود نداشت، به نویسندهٔ مجموعهٔ قوانین قرون وسطی، مخیتار گش، نسبت داده است.
تاریخ‌نگاران ک.آ. ملیک-اوگاجانیان و استپان ملیک-باخشیان نیز نمونه‌هایی از تحریف نقل‌قول‌ها و ارجاعات به گفته‌های غیرواقعی را ارائه کرده‌اند. آ.و. موشگیان به مواردی از ارجاع‌های نادرست به نویسندگان معتبر توسط آکادمیک ضیا بنیادف اشاره کرده است.

شنیریلمن نمونه دیگری از تحریف منابع در آثار محمدوا و بنیادف ارائه می‌دهد:
«بعدها برخی پژوهشگران آذربایجانی به‌طور کامل نقش مسروپ ماشتوتس در ایجاد نظام نوشتاری آلبانیایی را رد کردند و تلاش نمودند در این زمینه از آ.گ. پریخان‌یان به‌عنوان هم‌نظر یاد کنند (محمدوا، ۱۹۸۶، ص. ۷؛ بونیاتوف، ۱۹۸۷ج، ص. ۱۱۸). این در حالی است که در اثر پریخان‌یان تنها این فرضیه مطرح شده بود که مسروپ ماشتوتس، آلبانیایی‌ای به نام بنیامین را به‌عنوان دستیار خود به‌کار گرفته و تجربه خود در ایجاد خط را به او منتقل کرده است. پریخانیان به‌روشنی نشان داده بود که الفبای آلبانیایی تحت تأثیر بی‌قید و شرط الفبای ارمنی ایجاد شده است؛ بنابراین او به هیچ وجه نقش مسروپ ماشتوتس در ابداع آن را زیر سؤال نبرده بود.» (پریخان‌یان، ۱۹۶۶، صص. 133–127).
تاریخ‌نگار لنینگرادی د.ا.ن.آ. یاکوبسون، در نقد تلاش‌های تاریخ‌نگاران آذربایجانی برای ثبت صومعه گنجه‌سار به‌عنوان یادمانی از معماری آلبانیایی (و به گفته یاکوبسون، در نتیجه، آذربایجانی)، نیز نمونه‌هایی از تحریف نقل‌قول‌ها از تاریخ‌نگار آذربایجانی گیوشف یافته است. او با بررسی گزارش د.آ. و م.د. آخوندوف با عنوان «نمادهای آیینی و تصویر جهان در معابد و سنگ‌نوشته‌های آلبانیای قفقاز»،[۴۸] نتیجه می‌گیرد که تعاریف ارائه‌شده توسط نویسندگان «جعلی» بوده و خود گزارش نیز «محتوای هنری و منشأ هنرهای تزئینی قرون وسطایی ارمنی را تحریف می‌کند».

### حمایت دولتی از جعل تاریخ
و.آ. شنیرلمان اشاره می‌کند که در جمهوری آذربایجان یک سفارش مستقیم دولتی برای انتشار آثاری با تحریف متون منبع وجود دارد که با هدف «پاکسازی» تاریخ از حضور ارامنه انجام می‌شود:
«یکی دیگر از روش‌های کم‌رنگ کردن حضور ارامنه در قفقاز جنوبی در دوران باستان و قرون وسطی و کوچک جلوه دادن نقش آنان، انتشار مجدد منابع باستانی و قرون وسطایی با حذف بخش‌هایی از متن و جایگزین کردن اصطلاح «دولت ارمنی» با «دولت آلبانی» یا دیگر تحریف‌های متن اصلی است. در دهه‌های ۱۹۶۰ تا ۱۹۹۰، بسیاری از این بازنشرها در باکو منتشر شد که آکادمیسین ض.م. بونیاتوف فعالانه آن را پیگیری می‌کرد. در سال‌های اخیر، هنگام توصیف فرایندهای قومی و نقش آن‌ها در تاریخ آذربایجان، نویسندگان آذربایجانی گاه به‌طور کلی از طرح موضوع پیدایش زبان و مردم آذربایجان خودداری می‌کنند و به این ترتیب به خواننده این القا را می‌دهند که این ملت از دیرباز در آنجا وجود داشته است.
بعید است که تاریخ‌نگاران آذربایجانی همه این کارها را صرفاً به میل خود انجام داده باشند؛ بلکه تحت سلطه سفارش ساختارهای حزبی و دولتی آذربایجان بوده‌اند.»
بر اساس گفته‌های جرج بورنوتیان، در جمهوری آذربایجان کتاب‌های «تاریخی» تبلیغاتی به سفارش دولت منتشر می‌شود که در آن‌ها تاریخ‌نگاران آذربایجانی می‌کوشند ثابت کنند ارمنیان پس از سال ۱۸۲۸ وارد قفقاز شده‌اند.

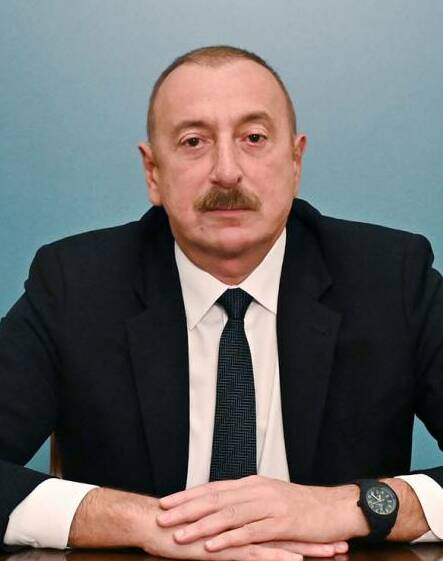
الهام علی‌اف: «…ارمنستان امروزی، سرزمینی که روی نقشه به نام جمهوری ارمنستان شناخته می‌شود، اصالتاً سرزمین آذربایجانی است. این حقیقت دارد. البته زنگزور و خان‌نشین ایروان هم از سرزمین‌های ما هستند! … فرزندان ما باید همه این‌ها را بدانند و بدانند که ارمنستان امروز بر روی سرزمین‌های اجدادی آذربایجان قرار دارد».

در نشست رسمی سال ۱۹۹۹ به مناسبت سالگرد تأسیس جمهوری خودمختار نخجوان، حیدر علی‌اف، رئیس‌جمهور وقت آذربایجان، مستقیماً از تاریخ‌نگاران خواست تا «اسناد مستدل ایجاد کنند» و «اثبات کنند که جمهوری آذربایجان متعلق به سرزمین‌هایی است که اکنون ارمنستان در آن قرار دارد». به گفته شنیرلمان، این سخنان نشان می‌دهد که مقامات آذربایجان به‌طور مستقیم به تاریخ‌نگاران دستور داده‌اند تا تاریخ قفقاز جنوبی را بازنویسی کنند. فریده محمدوا اذعان کرده است که حیدر علی‌اف شخصاً از او خواسته هر کتابی دربارهٔ تاریخ آلبانیا که در ارمنستان منتشر می‌شود را به‌طور علمی نقد کند. تاریخ‌نگار آرسن ساپارف بیان می‌کند که موضوع تبعید آذربایجانی‌ها از ارمنستان در دوره استالین، به بخشی از «نظریه توطئه ضد ارمنی» مورد حمایت دولت تبدیل شده است و «هر گونه ارزیابی انتقادی از این موضوع توسط تاریخ‌نگاران آذربایجانی غیرممکن است». وجود برنامه دولتی برای جعل تاریخ قفقاز جنوبی در آذربایجان همچنین از سوی تاریخ‌نگارانی چون میخائیل ملتیوخف، آلا تر-سارکیسیانتس و گئورگی تراپزینیکوف تأیید شده است.
ولادیمیر زاخاروف، معاون مرکز مطالعات قفقاز در دانشگاه روابط بین‌الملل مسکو (MGIMO)، در واکنش به سخنان الهام علی‌اف مبنی بر این‌که «ارمنستان بر روی سرزمین‌های اصیل آذربایجان ایجاد شده است»، خاطرنشان می‌کند که «پژوهش تاریخی در آذربایجان در خدمت علم نیست، بلکه در خدمت جاه‌طلبی‌های سیاسی رهبران است» و تاریخ‌نگاران آذربایجانی در حال فریب مردم خود هستند.
در تاریخ ۱۴ دسامبر ۲۰۰۵، الهام علی‌اف، رئیس‌جمهور آذربایجان، در سخنرانی به مناسبت شصتمین سالگرد تأسیس آکادمی علوم آذربایجان، از دانشمندان آذربایجانی خواست تا در برنامه‌ای شرکت کنند که هدف آن توجیه عدم حقوق تاریخی ارامنه قره‌باغ بر ناگورنو-قره‌باغ در برابر جامعه جهانی بود. رئیس‌جمهور علی‌اف وعده داد برنامه‌ای را برای هم‌افزایی تلاش‌های کارشناسان آذربایجانی در توسعه و تبلیغ این تز که «ارامنه به ناگورنو-قره‌باغ، بخشی جدایی‌ناپذیر از آذربایجان، به عنوان مهمان آمده‌اند» تأمین مالی کند، و ادعا کرد که «در دهه ۷۰ میلادی، بنایی در آنجا ساخته شد که سکونت آن‌ها را منعکس می‌کرد، و صدمین سالگرد سکونت ارامنه در قره‌باغ جشن گرفته شد» و بنابراین «ارامنه هیچ حقی برای ادعای مالکیت تاریخی ناگورنو-قره‌باغ ندارند».
در ۲۶ آوریل ۲۰۱۱، در جلسه سالانه آکادمی ملی علوم آذربایجان، الهام علی‌اف این تزها را تکرار کرد و اظهار داشت:
«دانشمندان ما، با پاسخ مثبت به فراخوان من، در مدت کوتاهی آثار برجسته و مبتنی بر واقعیت‌های تاریخی دربارهٔ تاریخ این منطقه ایجاد کرده‌اند.»
دی بایتس از دانشگاه وسلیان اشاره می‌کند که تاریخ‌نگاران در آذربایجان به خاطر «تفسیر نادرست» مفاهیم تاریخی تحت تعقیب قرار می‌گیرند. به این ترتیب، در دسامبر ۱۹۹۴، تاریخ‌نگار مَوْسوم علی‌اف به‌خاطر انتشار مقاله «پاسخ به تحریف‌کنندگان تاریخ» دستگیر شد.

### تشکیل تصویر «دشمن» در آذربایجان و ارمنستان
درگیری ناگورنو-قره‌باغ موجب تشدید روابط میان ارامنه و آذربایجانی‌ها شده است. در آذربایجان، این وضعیت منجر به شکل‌گیری تصویری از «قربانی» شد که با تمایلات انتقام‌جویانه همراه است. از سوی دیگر، در ارمنستان که نسل‌کشی به عامل اصلی شکل‌دهنده هویت تبدیل شده است، آذربایجانی‌ها به‌طور غیررسمی به عنوان ترک‌ها معرفی می‌شوند.
سرگئی رومیانیتسف، دکترای علوم جامعه‌شناسی و مدیر مرکز نوواتور برای پژوهش‌های اجتماعی، به ساخت تصویر «دشمن تاریخی» بر پایه یک اثر ادبی جهان ترک‌زبانان قرن‌های ۱۱–۱۲ اشاره می‌کند. اثر «کتاب دده‌قورقود» نه تنها به عنوان «تاریخ‌نگاری سرزمین پدران ما»، یعنی آذربایجان، با قدمتی سیزده قرنی ارائه می‌شود، بلکه قبایل کیپچاک (که در حماسه ترک‌ها به عنوان تصویر اصیل «کافران» که اوغوزها با آن‌ها می‌جنگیدند، آمده‌اند) با ارامنه و گرجی‌ها جایگزین شده‌اند.
به گفته نویسنده، «تقریباً تمام ارجاعات به متن حماسه در کتاب‌های درسی، برای ایجاد پایه‌ای برای تصویر ساخته‌شده از «دشمن تاریخی» بوده است. وقایع سال‌های اخیر … باعث شد که این جایگاه «افتخاری» ابتدا و عمدتاً به ارامنه اختصاص یابد.» سرگئی رومیانیتسف این موضوع را با مثال یک کتاب درسی تاریخ آذربایجان منتشر شده در سال ۲۰۰۳ نشان می‌دهد.
براساس نظر کارشناسان مستقل در ارمنستان و آذربایجان، این سیاست باعث می‌شود که اختلافات هر سال بیش‌تر و غیرقابل حل شود. نسلی از جوانان رشد یافته‌اند که برای آن‌ها واژه‌های «ارمنی» و «آذری» به یک کلیشه ایدئولوژیک و تصویری از «دشمن» تبدیل شده است.

## ادبیات
- L. Melik-Shahnazaryan. Scam academy
- A. Shakhnazaryan. From the Sumerians to Turan – in search of the history of Azerbaijan
- Crombach, S. G. (2019). Ziia Buniiatov and the invention of an Azerbaijani past
- Notes from Lord Hylton, MA ARICS, resulting from a visit to Nagorno Karabakh and Armenia 13–2۱ آوریل ۱۹۹۸